# 24-Stunden-Rennen von Paris 1927

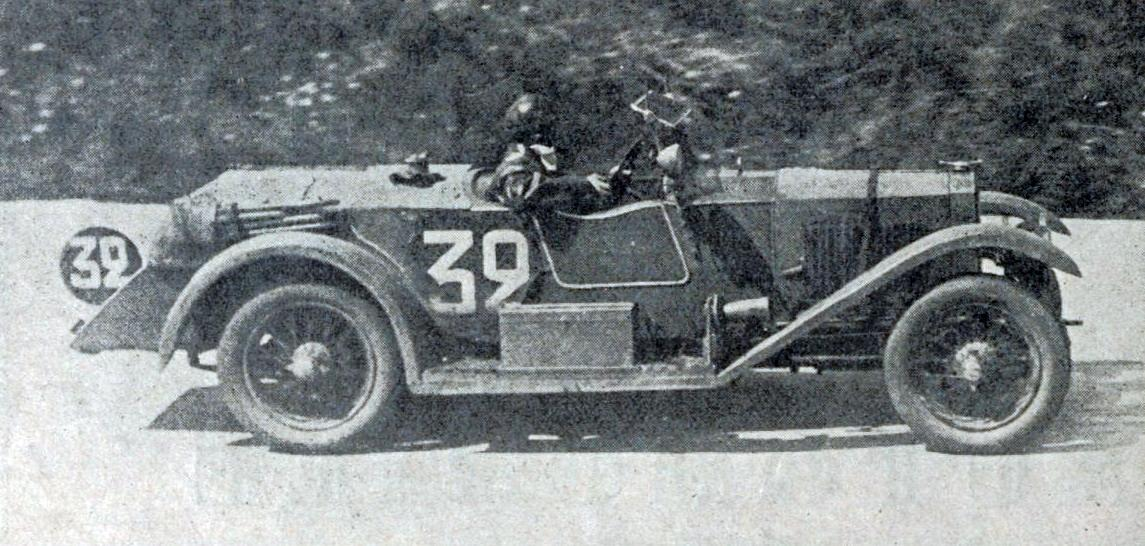
Der siebtplatzierte Tracta A28 von Henri Guibert und Albert Clément

Das 24-Stunden-Rennen von Paris 1927 war ein Langstreckenrennen für Automobile, das am 19. und 20. August 1927 auf dem Autodrome de Linas-Montlhéry bei Paris stattfand.

## Vor dem Rennen
Das Rennen von 1927 war eines der in den 1920er Jahren in Frankreich etablierten Langstreckenrennen, die neben dem 24-Stunden-Rennen von Le Mans stattfanden. Die Strecke von Linas-Montlhéry wurde 1924 eröffnet bestand sus einem Hochgeschwindigkeits-Oval. Ziel des Rennens war es, in 24 Stunden die maximale Distanz zu erreichen, wobei die Fahrzeuge nicht nur auf Geschwindigkeit, sondern auch auf ihre mechanische Zuverlässigkeit geprüft wurden. Dies war eine Ära, in der die Technik noch stark experimentell war, und das Rennen diente als prestigeträchtiger Test für die Automobilindustrie.

## Das Rennen

### Teilnehmer und Fahrzeuge
Das 24-Stunden-Rennen von Paris 1927 zog sowohl französische als auch internationale Teams an. Die Mehrheit der Fahrzeuge kam von renommierten Herstellern. Die Fahrzeuge waren in verschiedene Klassen nach Hubraum unterteilt, um den Wettbewerb auch für kleinere Teams und Fabrikate attraktiv zu gestalten. Die leistungsstärkeren Wagen traten in der Klasse über 2 Liter an, während kleinere Modelle mit weniger als 1,5 Litern Hubraum um Klassensiege kämpften.

### Der Rennverlauf
Das Rennen begann am Mittag des 19. August und wurde von Anfang an von einem harten Wettbewerb geprägt. Die Teams kämpften nicht nur gegen ihre Konkurrenten, sondern auch gegen technische Defekte und den Verschleiß der Reifen und Bremsen auf der herausfordernden Strecke.
Am Ende des Rennens konnte das britische Bentley-Team Chenard-Walcker mit dem Fahrerduo Franck Clemet und George Duller als Sieger hervorgehen. Sie fuhren eine beachtliche Distanz von über 2500 Kilometern und setzten damit einen neuen Rekord für das Langstreckenrennen in Montlhéry. Der Sieg war ein wichtiger Erfolg für den britischen Automobilhersteller Bentley, der sich zu dieser Zeit als innovativer und leistungsstarker Wettbewerber im internationalen Rennsport etablierte.

## Ergebnisse

### Schlussklassement
| 1           | + 3.0 | 2  | Bentley Motors Ltd.                               | Franck Clemet George Duller                      | Bentley 4 ½ Litre           | 161 |
| 2           | 1.1   | 54 | Bollack, Netter et Cie                            | Michel Doré Fernand Pousse                       | B.N.C. 527                  | 150 |
| 3           | 1.1   | 48 | Automobiles Lombard                               | Christian Charier Camille Royer                  | Lombard AL3                 | 144 |
| 4           | 2.0   | 18 | Fabriques d’Automobiles de St. Ouen               | Paul Gros Barthélémy Bruyère                     | Fasto A3S                   | 140 |
| 5=          | 2.0   | 16 | Fabriques d’Automobiles de St. Ouen               | Pierre Mesnel Marcel Dhôme                       | Fasto A3S                   | 138 |
| 5=          | 1.1   | 60 | Société des Automobiles à Refroidissement par Air | André Marandet Gaston Duval                      | S.A.R.A. BDE                | 138 |
| 7           | 1.5   | 32 | SA des Automobiles S.C.A.P.                       | Henri Guibert Albert Clément                     | Tracta A28                  | 126 |
| 8           | 1.1   | 64 | Société Anonyme Française d’Automobiles           | Devaud Pélissier                                 | Amilcar                     | 120 |
| 9           | 1.1   | 58 | Raymond Siran, Cyclecars D’Yrsan                  | Violette Morris Marquis Raymond Siran de Caranac | D’Yrsan Grand Sport         | 117 |
| 10          | 1.5   | 36 |                                                   | Larroque Henri Louveau                           | Bugatti                     | 105 |
| Ausgefallen |       |    |                                                   |                                                  |                             |     |
| 11          | 2.0   | 20 | Automobiles Georges Irat SA                       | Goffredo Zehender Joseph Reinartz                | Georges Irat                |     |
| 12          | 1.1   | 46 | Automobiles Lombard                               | Lucien Desvaux Bassaud                           | Lombard AL3                 |     |
| 13          | 1.5   | 34 |                                                   |                                                  | Jean Graf                   |     |
| 14          | 2.0   | 14 | Fabriques d’Automobiles de St. Ouen               | Bosselin Tellusson                               | Fasto A3S                   |     |
| 15          | 2.0   | 22 | Automobiles Th. Schneider                         | Jacques Chantrel René Schiltz                    | Théo Schneider 25SP Le Mans |     |
| 16          | 2.0   | 24 | Automobiles Th. Schneider                         | Robert Poirier                                   | Théo Schneider 25SP Le Mans |     |
| 17          | 1.5   | 30 | SA des Automobiles S.C.A.P.                       | Lucien Lemesle Fernand Vallon                    | Tracta A28                  |     |
| 18          | 1.1   | 56 | R. H.                                             | Jean Hébert Richard                              | R. H.                       |     |

### Nur in der Meldeliste
Hier finden sich Teams, Fahrer und Fahrzeuge, die ursprünglich für das Rennen gemeldet waren, aber aus den unterschiedlichsten Gründen daran nicht teilnahmen.
| Pos. | Klasse | Nr. | Team | Fahrer                          | Chassis   |
| ---- | ------ | --- | ---- | ------------------------------- | --------- |
| 19   | 3.0    | 8   |      | Launay                          | Ansaldo   |
| 20   | 1.5    | 38  |      |                                 | Messier   |
| 21   | 1.5    | 40  |      |                                 | Messier   |
| 22   | 1.1    | 50  |      | Pierre Clause Pierre Bussienne  | G. M.     |
| 23   | 1.1    | 52  |      | Francois de Brémond Guy Bouriat | G. M.     |
| 24   | 1.1    | 62  |      | Jean Graf Vanderbilt            | Jean Graf |
| 25   | 1.1    | 66  |      |                                 | Sénéchal  |

### Klassensieger
| Klasse | Fahrer        | Fahrer             | Fahrzeug          | Platzierung im Gesamtklassement |
| ------ | ------------- | ------------------ | ----------------- | ------------------------------- |
| + 3.0  | Frank Clement | George Duller      | Bentley 4 ½ Litre | Gesamtsieg                      |
| 2.0    | Paul Gros     | Barthélémy Bruyère | Fasto A3S         | Rang 4                          |
| 1.5    | Henri Guibert | Albert Clément     | Tracta A28        | Rang 7                          |
| 1.1    | Michel Doré   | Fernand Pousse     | B.N.C. 527        | Rang 2                          |

### Renndaten
- Gemeldet: 25
- Gestartet: 18
- Gewertet: 10
- Rennklassen: 4
- Zuschauer: unbekannt
- Wetter am Renntag: unbekannt
- Streckenlänge: 12,572 km
- Fahrzeit des Siegerteams: 24:00,00,000 Stunden
- Gesamtrunden des Siegerteams: 161
- Gesamtdistanz des Siegerteams: 2012,500 km
- Siegerschnitt: 83,670 km/h
- Pole Position: unbekannt
- Schnellste Rennrunde: unbekannt
- Rennserie: zählte zu keiner Rennserie